# Pålsjön, Uppland
Pålsjön är en sjö i Heby kommun i Uppland och ingår i Tämnaråns huvudavrinningsområde. Sjön har en area på 0,0864 kvadratkilometer och ligger 68 meter över havet. Sjön avvattnas av vattendraget Råksjöbäcken.

## Delavrinningsområde
Pålsjön ingår i det delavrinningsområde (665934-157171) som SMHI kallar för Utloppet av Råksjön. Medelhöjden är 79 meter över havet och ytan är 15,57 kvadratkilometer. Det finns inga avrinningsområden uppströms utan avrinningsområdet är högsta punkten. Råksjöbäcken som avvattnar avrinningsområdet har biflödesordning 2, vilket innebär att vattnet flödar genom totalt 2 vattendrag innan det når havet efter 87 kilometer. Avrinningsområdet består mestadels av skog (83 procent). Avrinningsområdet har 1,24 kvadratkilometer vattenytor vilket ger det en sjöprocent på 7,9 procent.